# Robin Montgomery
Robin Montgomery, née le 5 septembre 2004 à Washington D.C., est une joueuse de tennis américaine.

## Biographie
Le 11 septembre 2021, elle remporte le tournoi junior de l'US Open en simple, en s'imposant en finale face à Kristina Dmitruk, et en double.

## Parcours en Grand Chelem

### En simple dames
| Année | Open d'Australie | Open d'Australie | Internationaux de France | Internationaux de France | Wimbledon      | Wimbledon    | US Open         | US Open          |
| ----- | ---------------- | ---------------- | ------------------------ | ------------------------ | -------------- | ------------ | --------------- | ---------------- |
| 2020  | —                | —                | —                        | —                        | Annulé         | Annulé       | 1er tour (1/64) | Yulia Putintseva |
| 2021  | —                | —                | —                        | —                        | —              | —            | Q1              | Jodie Burrage    |
|       |                  |                  |                          |                          |                |              |                 |                  |
| 2023  | Q2               | Diana Shnaider   | Q1                       | Aliona Bolsova           | Q2             | Greet Minnen | 1er tour (1/64) | Eva Lys          |
| 2024  | —                | —                | Q3                       | Léolia Jeanjean          | 2e tour (1/32) | Ons Jabeur   | Q1              | Kimberly Birrell |
| 2025  | Q2               | Nina Stojanović  | 2e tour (1/32)           | J. Bouzas Maneiro        | Q3             | Kaja Juvan   |                 |                  |

N.B. : à droite du résultat se trouve le nom de l'ultime adversaire.

### En double dames
| Année | Open d'Australie | Open d'Australie | Internationaux de France | Internationaux de France | Wimbledon | Wimbledon | US Open                                                                                 | US Open |
| ----- | ---------------- | ---------------- | ------------------------ | ------------------------ | --------- | --------- | --------------------------------------------------------------------------------------- | ------- |
| 2021  | —                | —                | —                        | —                        | —         | —         | 2e tour (1/16) A. Krueger \|\| style="text-align:left;" \| L. Fernandez E. Routliffe    |         |
| 2022  | —                | —                | —                        | —                        | —         | —         | 1er tour (1/32) C. Vandeweghe \|\| style="text-align:left;" \| S. Aoyama Chan H.-c.     |         |
| 2023  | —                | —                | —                        | —                        | —         | —         | 1/8 de finale C. Ngounoue \|\| style="text-align:left;" \| L. Siegemund V. Zvonareva    |         |
| 2024  | —                | —                | —                        | —                        | —         | —         | 2e tour (1/16) C. Ngounoue \|\| style="text-align:left;" \| B. Haddad Maia L. Siegemund |         |

N.B. : le nom de la partenaire se trouve sous le résultat ; les noms des ultimes adversaires se trouvent à droite.

## Parcours en «Premier» et WTA 1000
Les tournois WTA « Premier Mandatory » et « Premier 5 » (entre 2009 et 2020) et WTA 1000 (à partir de 2021) constituent les catégories d'épreuves les plus prestigieuses, après les quatre levées du Grand Chelem. 

De 2009 à 2023, les tournois Premier Mandatory (dits tournois WTA 1000 obligatoires entre 2021 et 2023) regroupent Indian Wells, Miami, Madrid et Pékin, les autres constituant les tournois Premier 5 (tournois WTA 1000 non-obligatoires). À partir de 2024, le nombre de tournois WTA 1000 passe à 10 par saison (fin de l’alternance Doha / Dubaï), ces derniers devenant tous obligatoires et offrant tous 1000 points à la vainqueure (contre 900 points précédemment pour les tournois Premier 5).

### En simple dames
| Année |       |                |                |                             |                               |                             |            |       |                                |                 |  |                             |
| Doha  | Dubaï | Indian Wells   | Miami          | Madrid                      | Rome                          | Canada                      | Cincinnati | Pékin |                                | Wuhan           |  |                             |
| Doha  | Dubaï | Indian Wells   | Miami          | Madrid                      | Rome                          | Canada                      | Cincinnati | Pékin | Guadalajara                    |                 |  |                             |
| Doha  | Dubaï | Indian Wells   | Miami          | Madrid                      | Rome                          | Canada                      | Cincinnati | Pékin |                                |                 |  |                             |
| 2021  |       | Hors catégorie |                |                             | 1er tour (1/64) M. Linette    |                             |            |       |                                | Annulé          |  | Annulé                      |
| 2022  |       |                | Hors catégorie | 1er tour (1/64) K. Kanepi   | 1er tour (1/64) A. Kalinskaya |                             |            |       |                                | Hors calendrier |  |                             |
| 2023  |       | Hors catégorie |                |                             | 2e tour (1/32) M. Keys        |                             |            |       |                                |                 |  | 1er tour (1/32) V. Azarenka |
| 2024  |       |                |                | 1er tour (1/64) H. Baptiste |                               | 3e tour (1/16) A. Sabalenka |            |       | 1er tour (1/32) E. Cocciaretto |                 |  |                             |
| 2025  |       |                |                | 2e tour (1/32) M. Kostyuk   |                               | 1re tour (1/64) M. Uchijima |            |       |                                |                 |  |                             |

Sous le résultat, l’ultime adversaire.
1. 1 2   Les tournois de Doha et Dubaï alternent le statut de tournoi WTA 1000 (ex Premier 5) entre 2009 et 2023 : les trois premières éditions ont lieu à Dubaï, les trois suivantes à Doha, puis Dubaï accueille le tournoi de cette catégorie les années impaires et Dubaï les années paires. De 2011 à 2023, la ville qui n’accueille pas de WTA 1000 organise à la place un tournoi WTA 500 (ex Premier).
2. 1 2 3 4 5 6 7   L’ordre de déroulement des tournois a évolué depuis 2009 : Rome se dispute avant Madrid et Cincinnati avant Montréal/Toronto jusqu’en 2010, tandis que Tokyo/Wuhan/Guadalajara ont lieu avant Pékin jusqu’en 2023.
3. 1 2  Du fait de la pandémie de Covid-19, les tournois d’Indian Wells, de Miami, de Madrid, du Canada, de Wuhan et de Pékin sont annulés en 2020. Ces deux derniers le sont également en 2021. Pour des raisons d’organisation, le tournoi de Cincinnati 2020 a exceptionnellement lieu à Flushing Meadows à New York.
4. ↑  Le 1er décembre 2021, le président de la WTA, Steve Simon, annonce que tous les tournois prévus en Chine et à Hong Kong sont suspendus à partir de 2022, en raison de préoccupations concernant la sécurité et le bien-être de la joueuse de tennis chinoise Peng Shuai après ses allégations de relations sexuelles non-consenties avec Zhang Gaoli, membre de haut rang du Parti communiste chinois. Le tournoi de Pékin revient en 2023. Le tournoi de Guadalajara remplace celui de Wuhan pendant deux ans, ce dernier réapparaissant en 2024.

## Classements en fin de saison
| Année          | 2020 | 2021 | 2022 | 2023 | 2024 |
| Rang en simple | 491  | 371  | 247  | 187  | 107  |
| Rang en double | 693  | 231  | 260  | 150  | 390  |

Source : (en) Classements de Robin Montgomery sur le site officiel de la Fédération internationale de tennis